# Агамы (буддизм)
В буддизме Агама (санскрит и пали «священные работы» или «священное писание») — это сборник ранних буддийских писаний. Пять Агам вместе составляют Сутру Питаку ранних буддийских школ. У разных школ были свои комментарии на каждую Агаму. На языке пали Сутта-питака школы тхеравада в Палийском каноне термин никая используется вместо термина Агама. Агамы различных школ сохранились в китайском переводе и, частично, на санскрите и в тибетском переводе.

## Значение
В буддизме термин „агама“ используется для обозначения сборника сутр (санскрит: сутра; Пали: сутта) ранних буддийских школ, сохранившихся в основном в китайских переводах. Существенная часть материала также сохранилась на санскрите, меньшее, но всё же значительное количество дошло на языке гандхари и в тибетских переводах. Эти сутры соответствуют первым четырём Никаям (и частично пятой) Суттанта Питаки палийского канона, который так же иногда называют Агамами. В этом смысле слово Агама эквивалентно одному из значений термина Никая.
Иногда слово Агама используется, чтобы сослаться не на конкретное писание, но на класс священных писаний. В этом случае его значение может включать в себя понятие Сутта-Питака, которое в традиции тхеравады считается самым старым и самым исторически точным представлением учения Будды, вместе с Виная Питакой.
В четвёртом веке версия Абхидхармы Абхидхармасамьючая, составленная Асангой в рамках махаянской школы, содержит такие Агамы, как Шравакапитака, и связана с Шраваками и Пратьекабуддами. Асанга классифицировал сутры Махаяны как принадлежащие к Бодхисаттвапитаке, которая обозначается как совокупность учений для Бодхисаттвы.

## История
Согласно Энциклопедии Буддизма Макмиллана (2004):
Согласно традиции, дискурсы Будды уже были собраны во время первого собора, состоявшегося вскоре после смерти Будды ... Учёные, однако, заметили постоянный рост количества текстов и размера неизвестного ядра, тем самым претерпевались различные изменения в языке и содержании ...
У ранних школ, как минимум у Сарвастивады, Кашьяпии, Махасангхики и Дхармагуптаки, были редакции четырёх из пяти Агам, которые, по-крайней мере немного, отличались. Агамы были сравнены с никаями Палийского канона современными учёными в попытке определить возможные изменения и исходные формулировки. У Агам существует сходство с Суттанта Питакой, которая иногда используется учеными, чтобы оценить, в какой степени эти учения являются исторически достоверными в представлении канона раннего буддизма. Иногда различия между ними также использовались для проверки альтернативного значения Сутты в любой из двух редакций.

## Доктрины
Согласно некоторым интерпретациям школы тхеравада, невозможно, чтобы в одно и то же время было два полностью просветлённых Будды. Тем не менее, в традиции Махаяны, концепция одновременных Будд является общей. Согласно Махаянской Махапраджняпарамита Шастре, которая связана с Вайбхашикой Сарвастивады, в „Шравака Дхарме“ (Агамах и связанных с ними учениях), „Будда не говорил, что не являются одновременные Будды в десяти направлениях“ В Агамах сохранившихся в Китайском, концепция одновременных Будд действительно существует. Это было найдено в дошедшей до нас Диргха Агаме, Самьюкта Агаме, и Экоттара Агаме, в которых доктрина одновременных Будд упоминается много раз. Китайский монах Сюаньцзан писал что доктрина мулавиджняны („корень сознания“) содержался в Агамах Махасангхиков. Сюаньцзан изучал абхидхарму Махасангхиков в Индии, и считал эту доктрину мулавиджняны по существу такой же как доктрина алаявиджняны школы Йогачара („вместилище сознания“).

## Разные Агамы
Есть четыре сохранившихся сборника Агам, и одна, на которую у нас сохранились только отсылки и фрагменты (Кшудра Агама). Четыре существующих сборника сохранились в полном объёме только в китайском переводе (Агама: 阿含經), хотя небольшая часть всех четырёх была недавно обнаружена на санскрите, и части четырёх из пяти Агам сохранились в тибетском переводе. Пять Агам это:

### Диргха Агама
Диргха Агама („Длинные наставления“, Cháng Ahánjīng 長阿含經 Taishō 1) соответствует Дигха-никае школы Тхеравада. Полная версия Диргха Агамы школы Дхармпагуптака (法藏部) была выполнена Буддаясой (佛陀耶舍) и Жу Фоньяном (竺佛念) в поздней династии Цинь (後秦), датированной 413 годом нашей эры. Она содержит 30 сутр в отличие от 34 сутр Тхеравадинской Дигха Никаи. „Очень существенная“ часть Сарвастивадинской Диргха Агамы сохранилась на санскрите, и частично сохранилась в Тибетском переводе.

### Мадхьяма-агама
Мадхьяма-агама („Наставления средней длины“, Zhōng Ahánjīng 中阿含經, Taishō 26) соответствует Мадджхима-никае школы Тхеравада. Полный перевод Мадхьяма Агамы школы Сарвастивада был выполнен Самгхадэвой (僧伽提婆) в Восточной династии Цзинь (東晉) в 397—398 гг. н. э. Мадхьяма-агама школы Сарвастивада содержит 222 сутры, в отличие от 152 сутт Палийской Маджхима Никаи. Части Сарвастивадинской Мадхьяма Агамы так же сохранились в тибетском переводе.

### Самьюкта-агама
Самьюкта-агама („Связанные наставления“, Zá Ahánjīng 雜阿含經 Taishō 2.99) соответствуют Самьютта-никае школы Тхеравада. Китайский перевод полной Самьюкта Агамы школы Сарвастивада (說一切有部), выполненный Гунабхадрой (求那跋陀羅) в царстве Сун (宋), датируется 435—443 гг. н. э. Частично она сохранилась также в санскритском и тибетском переводе.
Также существует неполный китайский перевод Самьюкта Агамы (別譯雜阿含經 Taishō 100) школы Кашьяпия (飲光部), сделанный неизвестным переводчиком в эпоху Трёх Цинь (三秦), примерно в 352—431 гг. н. э.При сравнении текстов Сарвастивады, Кашьяпы и Тхеравады открывается значительная согласованность содержимого, хотя каждый вариант содержит тексты, не содержащиеся в других вариантах.

### Экоттара-агама
Экоттара Агама („Нумерованные наставления“ Zēngyī Ahánjīng, 增壹阿含經 Taishō 125) соответствует Ангуттара-никае школы Тхеравада. Полная версия Экоттара Агамы была переведена Дхармананди (曇摩難提) из района Фу Цин (苻秦), и отредактирована Гаутамой Самгхадэвой в 397—398 гг. н. э. Некоторые считают, что она сохранилась от школы Сарвастивада, но в последнее время был предложен вариант происхождения от школы Махасангхика. Согласно А. К. Вардеру, Экоттара Агама содержит 250 правил Пратимокши для монахов, которые согласуются только с Винаей Дхармагуптаки, которая также находится в Китайском Буддийском Каноне. Он также рассматривает некоторые учения, как противоречащие принципам школы Махасангхика, и заявляет, что они согласуются с взглядами Дхармагуптаки, известными в настоящее время. Он делает вывод, что Экоттара Агама дошла от нас от школы Дхармагуптака.
Из Четырёх Агам Санскритская Сутра Питака в Китайском Буддийском каноне, единственная, которая больше всего отличается от Тхеравадинской версии. Экоттара Агама содержит вариации на такие стандартные темы как Восьмеричный Путь. Согласно Кёну, существует значительное несоответствие между Палийской и Китайской версиями, с более чем с двумя-третями сутрами найденными в одной, но не в другой компиляции, которая предполагает, что большая часть этой Сутра Питаки не была сформирована, до более поздней даты.

### Кшудрака-агама или Кшудрака-питака
Кшудрака-агама („Меньшее собрание“) соответствует Кхуддака-никае, и существует в нескольких школах. В частности в Дхармагуптаке, имеется Кшудрака Агама. Китайский перевод винаи дхармагуптаки представляет оглавление редакции Дхармагуптаки Кшудрака Агамы, и фрагменты в Гандхари по всей видимости найденные. Фрагменты из этой Агамы так же сохранились в тибетском и китайском переводах — четырнадцати текстов, в последнем случае. Некоторые школы, особенно Сарвастивада, признают только Четыре Агамы — у них имеется „Кшудрака“ которую они не считают Агамой». Другие включают даже Дхармагуптака, по мнению некоторых современных ученых — они предпочитали называть её «Кшудрака Питака». Как палийский аналог, Кшудрака Питака, по-видимому, была сборником, и, возможно, никогда окончательно не утвердилась среди многих древних школ.

### Дополнительные материалы
В дополнение, есть значительное количество текстов выполненных в стиле Агам, находящихся за пределами основной коллекции. Они находятся в различных источниках:
1. Частичная коллекция Агам и независимых сутр в китайском каноне.
2. Небольшие группы сутр или независимые сутры в тибетском каноне.
3. Сутры, реконструированные из древних манускриптов на санскрите, гандхари, или других древних индийских языках.
4. Переходы и цитаты из сутр Агам сохранились в сутрах Махаяны, текстах Абхидхаммы, поздних комментариях, и так далее.
5. Изолированные фразы сохранились в надписях. Например, колонна Ашоки в Лумбини заявляет iha budhe jāte, цитата из Махапаринирваны Сутры.

## Дополнительные ссылки
- Ekottara Agama: The One-up Discourses of the Buddha
- A Digital Comparative Edition and Translation of the Shorter Chinese Saṃyukta Āgama (T.100)
- SuttaCentral.net Online Sutta Correspondence Project
- Collection of English Translations from the Āgamas Архивная копия от 2 октября 2020 на Wayback Machine Pāli for is a collection of Early Buddhist scriptures. The five āgamas together comprise the Sūtra Piṭaka of the early Buddhist schools. The various schools had different recensions of each āgama. In the Pāli language Sutta Piṭaka of the Theravada school (in the Pali Canon) the term nikāya is used in place of āgama. Āgamas of various schools are preserved in Chinese translation, and portions also survive in Sanskrit and in Tibetan translation.